# イシ・パラソン
イサーク・"イシ"・パラソン・カマーチョ（Isaac "Isi" Palazón Camacho、1994年12月27日 - ）は、スペイン・シエサ出身のサッカー選手。ラージョ・バジェカーノ所属。ポジションはFW。

## クラブ経歴
ムルシア州のシエサに生まれ、2015-16シーズンにレアル・ムルシアでプロデビューを果たした。
2017年8月18日、3年契約でSDポンフェラディーナに完全移籍した。翌2018-19シーズンはリーグ戦40試合に出場してクラブのセグンダ昇格に貢献した。
2020年1月23日、ラージョ・バジェカーノにフリーで移籍し、3年半契約を交わした。